# Aibetsu
Aibetsu (jap. 愛別町 Aibetsu-chō) – miasto w Japonii, w prefekturze Hokkaido, w podprefekturze Kamikawa. Według danych na rok 2020 miejscowość zamieszkiwało 2 605 mieszkańców , a gęstość zaludnienia wyniosła 10,4 os./km².